# 欧宝
欧宝是一家德国汽车制造公司，总部位于吕瑟尔斯海姆，為斯泰蘭蒂斯的子公司，欧宝成立于1862年1月21日，于1899年开始生产汽车。該公司於1929年被通用汽車收購，2017年，欧宝被標緻雪鐵龍集團收购（今斯泰蘭蒂斯），成为集團旗下第四個品牌；佛賀（Vauxhall）为其子公司，是欧宝在英国的品牌，目前也成為集團的子公司。

## 歷史

### 早期歷史

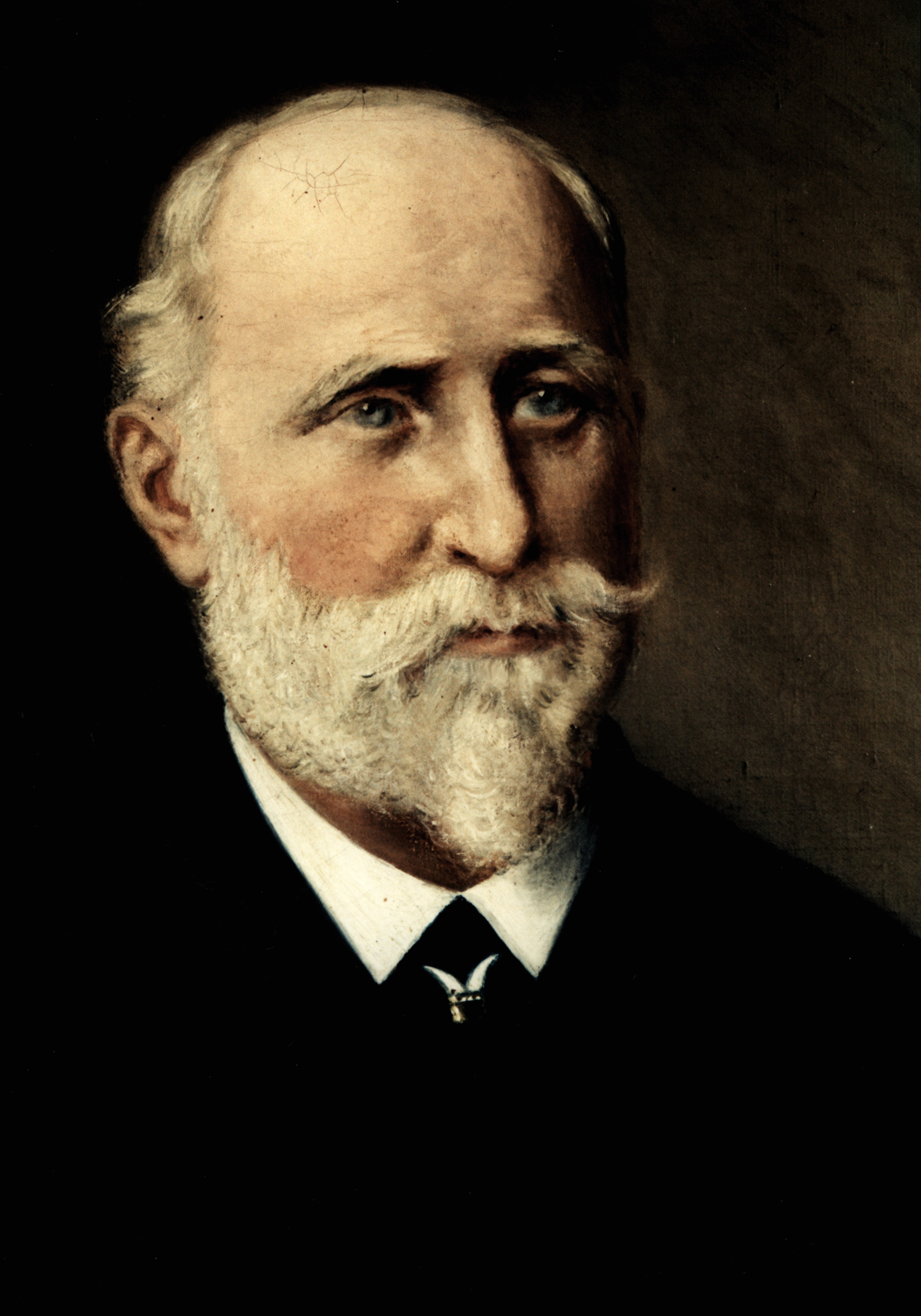
Adam Opel

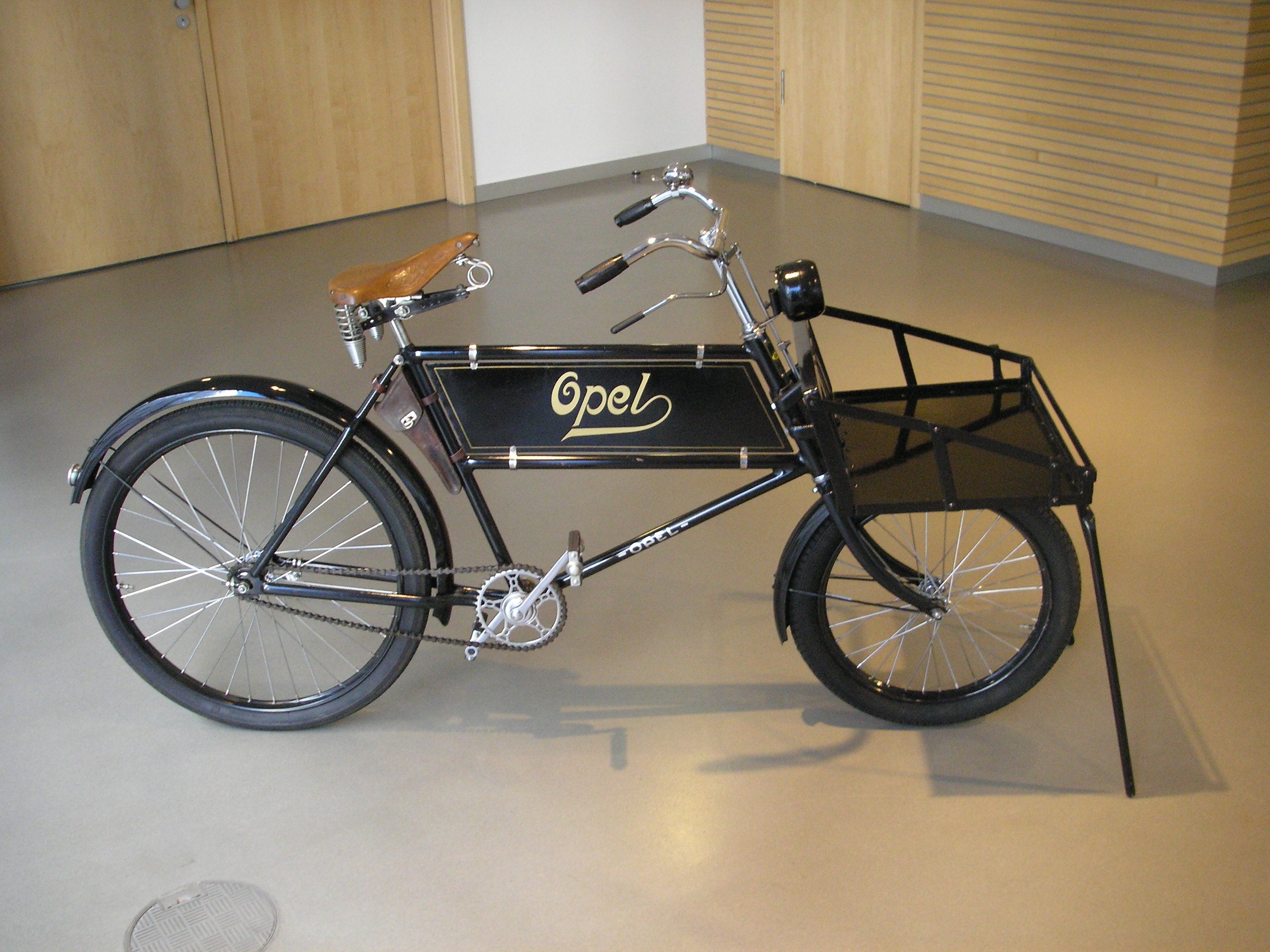
Opel早期腳踏車產品

Opel成立時是一家製造縫紉機的工廠。其創辦人阿达姆·欧宝（Adam Opel）在1862年製造了第一台縫紉機；同年8月14日以自己的姓氏成立了欧宝公司，總部位於吕瑟尔斯海姆。1885年，欧宝除了生產縫紉機之外，也開始生產腳踏車。
1895年阿达姆·欧宝逝世，由五个儿子卡尔、威廉、海因里希、弗里德里希、路德维希繼承家族事業。當時汽車生產開始流行於歐洲，在1898年，弗里德里希、海因里希，對汽車製造開始產生興趣，決定成立汽車部門。次年，欧宝第一部新車「System Lutzmann」問世。此車當時售價高達117,000德國馬克。
1906年，歐寶車廠在柏林成立生產線，同時第一千部歐寶汽車出廠。1909年，欧宝車廠生產出著名的「Doctor's Car」，以3950馬克的價格行銷大眾，成為當時歐洲平價車的代表。1911年，吕瑟尔斯海姆上的欧宝工廠发生火灾，原有的縫紉機生產線全毀，而原地重建的廠房，也改為以生產汽車為主。1912年，第一萬部欧宝汽車誕生。1914年成為德國最大的汽車製造商，年銷售量3335部。
1924年，欧宝生產了第一款雙人座跑車「歐寶Laubfrosch」，採用八汽缸引擎，配置的乾式多片離合器，及四輪油壓剎車，售價4500德國馬克，但是二年後藉由大量生產的結果，該車售價降低到2900德國馬克，1930年代更降低到1990馬克。這部採用綠色塗裝，流線型車尾設計的國民車，是欧宝車廠在1920年代最暢銷的車系，共生產了119,484輛。
1928年，欧宝成為德國最大的汽車製造商，年銷量42,771部，市場佔有率37.5%。同年，公司上市。而歐寶第一部使用固態火箭推進的賽車歐寶Rak誕生。在吕瑟尔斯海姆進行速度測試時，以24個火箭推進器達到時速238公里的高速。

### 通用收購

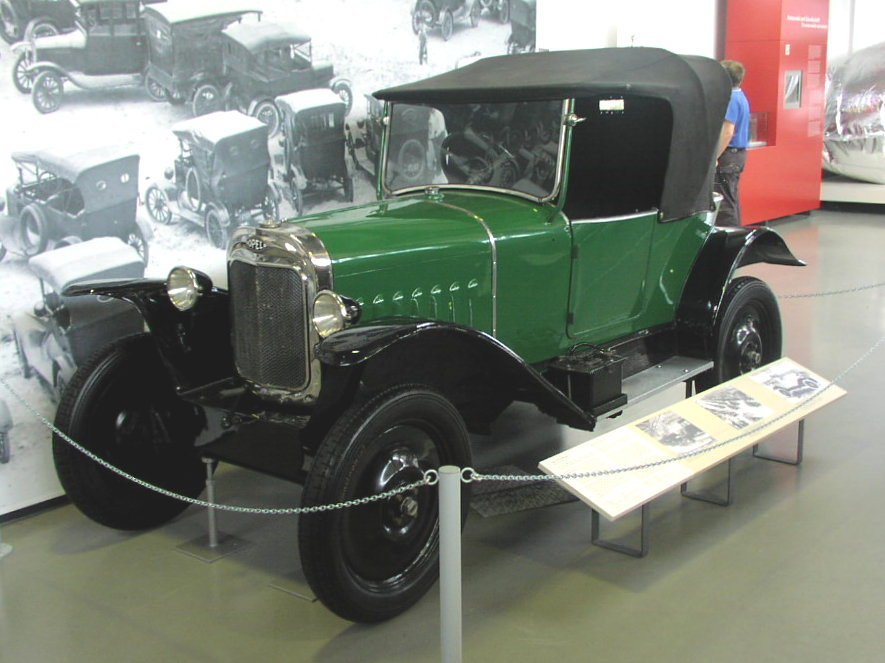
Opel Laubfrosch經典

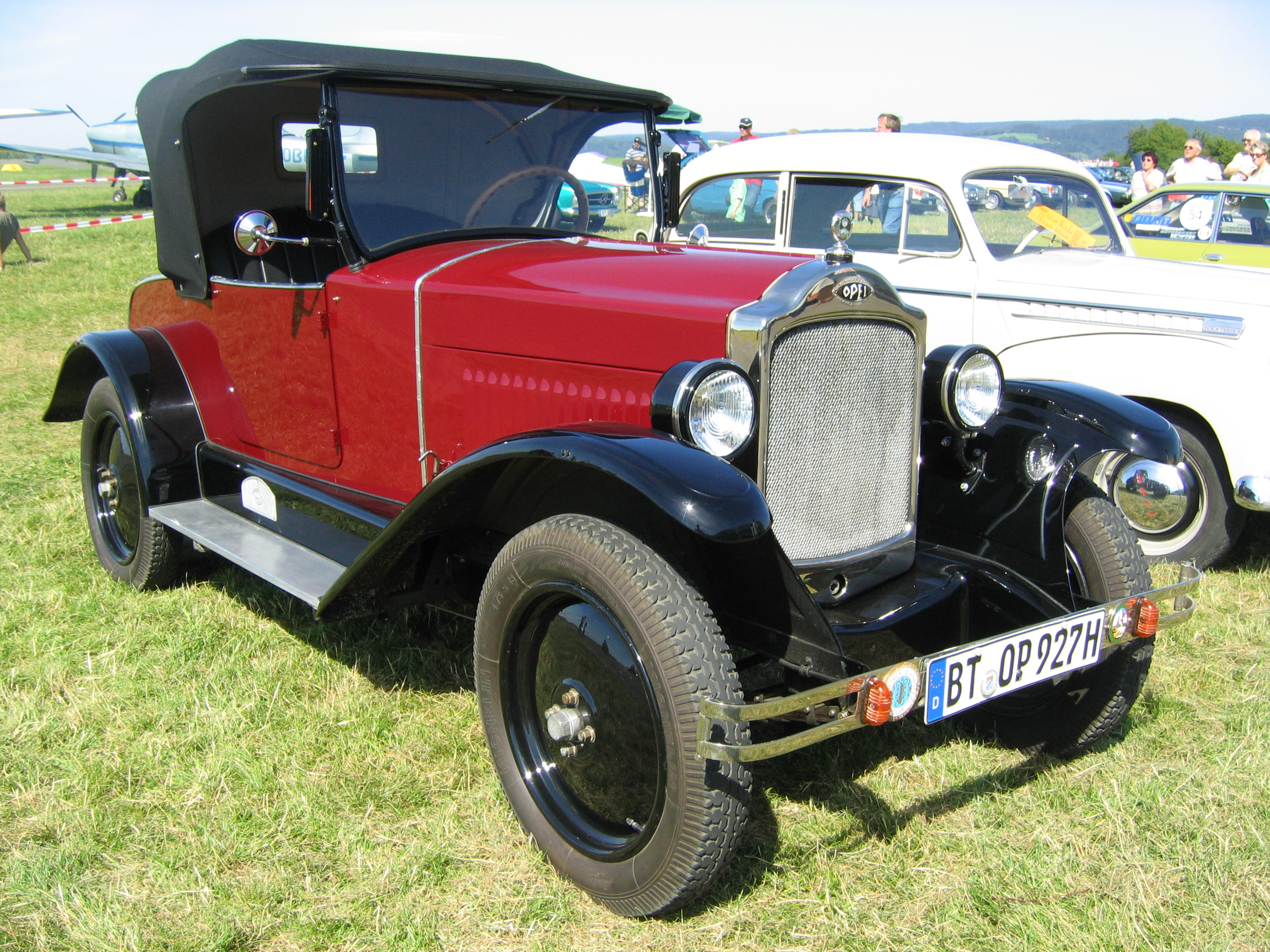
Opel P4 經典

1929年，美國通用汽車（GM）購下歐寶共80%股票，歐寶則開辦了汽車保險與汽車分期付款業務。1931年，通用汽車再把歐寶餘下股份買下，成為通用在歐洲的第一個子公司。當時歐寶擁有13000名員工，日產量500部汽車與6000部腳踏車。

### 崛起時期

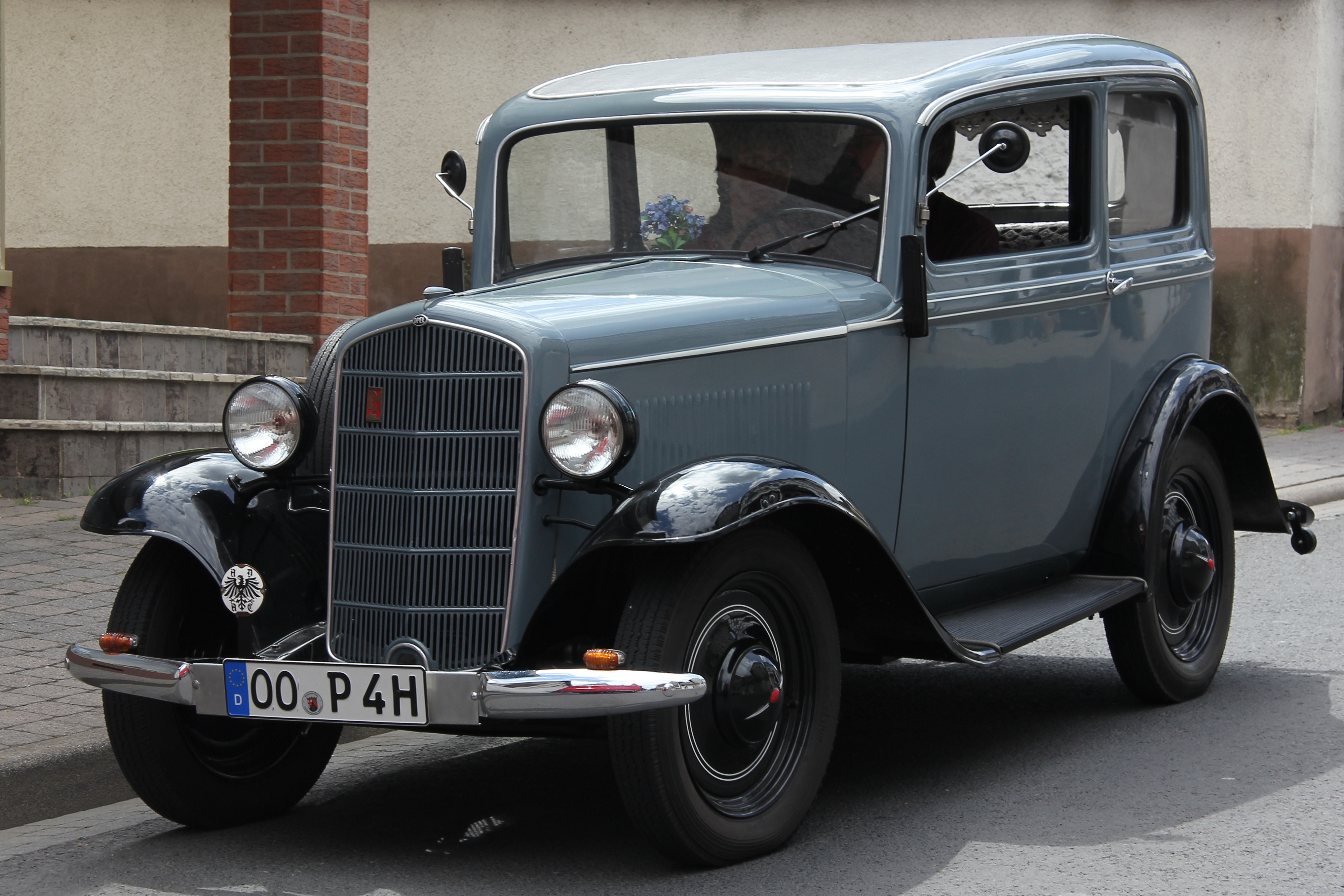
歐寶P4

1935年，歐寶推出了P4車款，1.1公升四汽缸引擎，23匹馬力，極速85公里。爾後以此車款衍生，推出了全鋼打造一體成形，堅固又安全的Olympia房車，售價只有1650德國馬克，推出後立刻被搶購。也因為這輛車，讓OPEL車廠的年產量超過十萬部，成為德國第一大車廠。
1936年，歐寶推出了Kadett車款，讓OPEL車廠的年產量成為120,923部，成為當時歐洲第一大汽車製造商。

### 納粹時期
1937年，歐寶結束了腳踏車之生產。同年，德國納粹下令全力生產小汽車。
1939年，歐寶推出了極為成功的豪華轎車Captain，這部車為2.5L六缸引擎，全鋼打造車體，前輪獨立懸吊系統與液態減震筒，車內有電扇與暖氣空調，也是第一部有中央時速表的車種。這部車共生產了25374部，主要都是供應政府單位使用。
1940年，歐寶共生產了一百萬部汽車；同年10月，奉令停產小汽車，全力投入軍事武器的生產。

### 戰後復甦

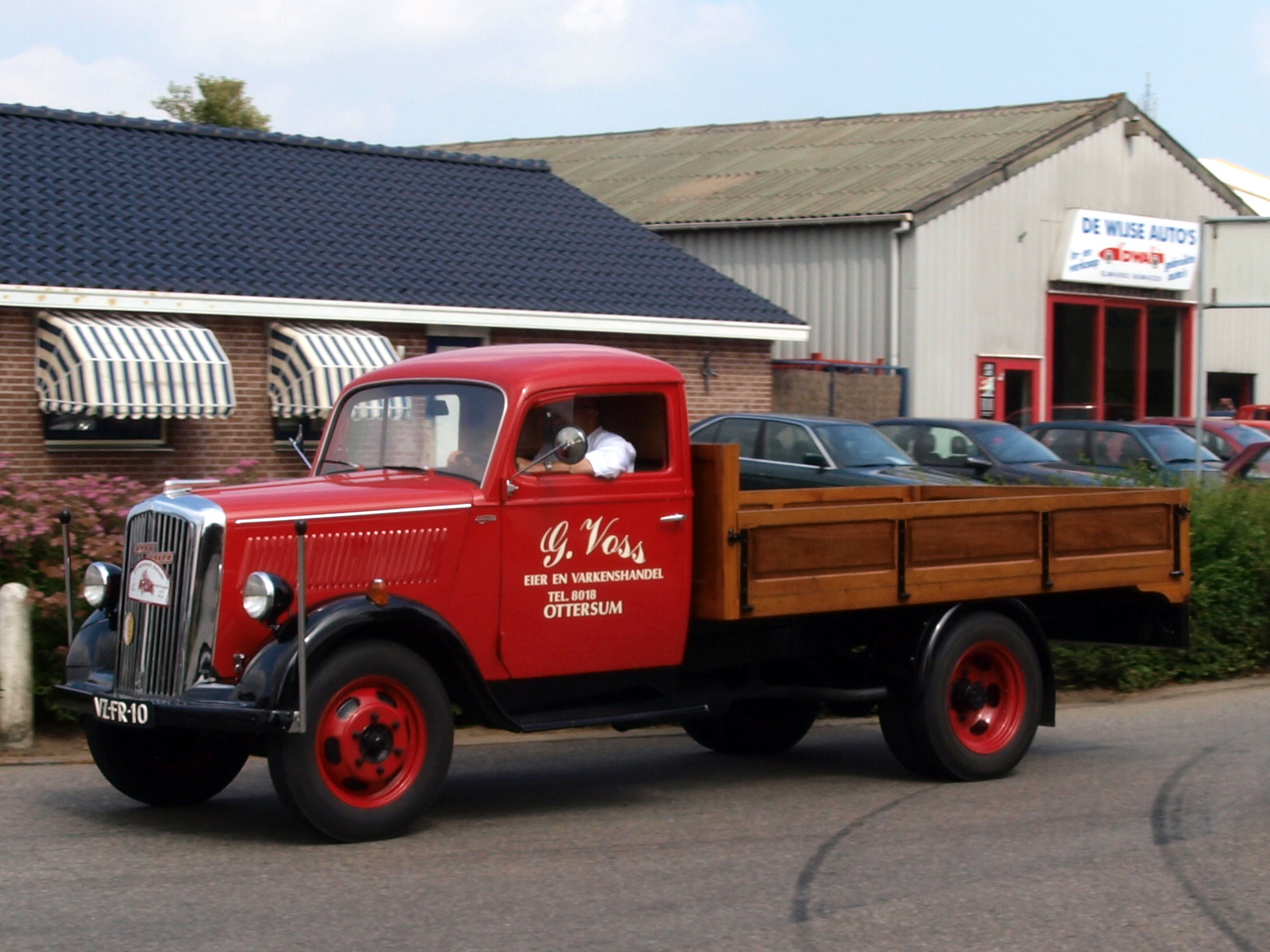
歐寶Blitz

Opel的吕瑟尔斯海姆及柏林的車廠，被二戰之轟炸摧毀殆盡，加以戰後經濟蕭條，國家亟待重建，因此歐寶復工後不久，僅僅生產重建所需的卡車Blitz。接著在通用汽車的扶持下，重新生產戰前的Olympia小轎車。爾後吕瑟尔斯海姆車廠重建完成。
1962年，歐寶這個品牌誕生百年之際，同時也是全新Bochum車廠完工的日子，延續戰前型號而生產的新一代Kadett A也開始問世。1967年又推出了Kadett B，

### Kadett車系時代

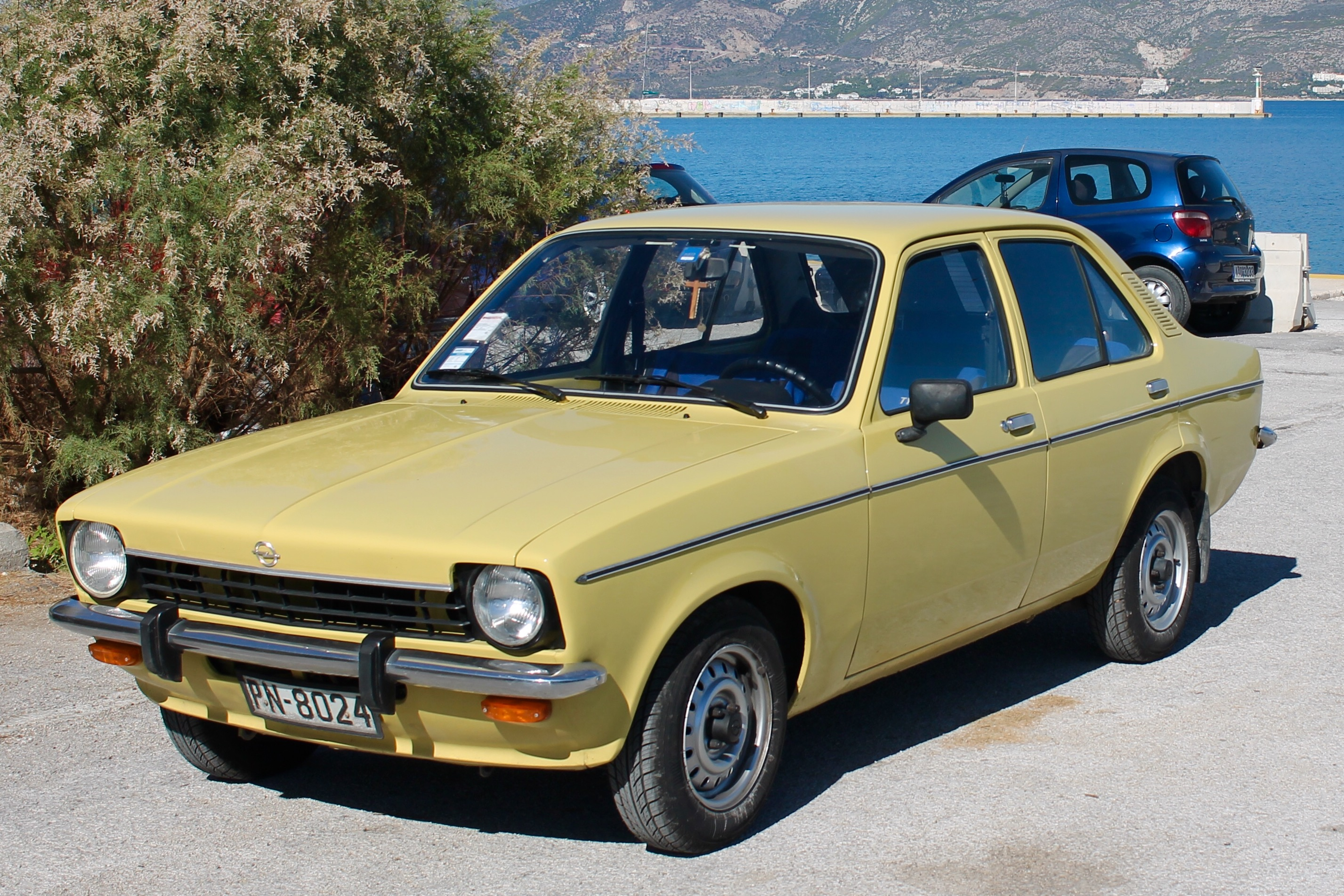
1975年的歐寶Kadett C

1975年推出Kadett C。Kadett車系一直生產到1988年推出的Kadett E。Kadett車系堪稱是OPEL車廠的長壽車系，在1985年獲得歐洲年度風雲車的殊榮。而Kadett車系在1991年改名為Astra，但是生產型號繼續沿襲Kadett，因此第一代的Astra就稱為Astra F，爾後1998年改款的稱為Astra G。

### 頂級房車

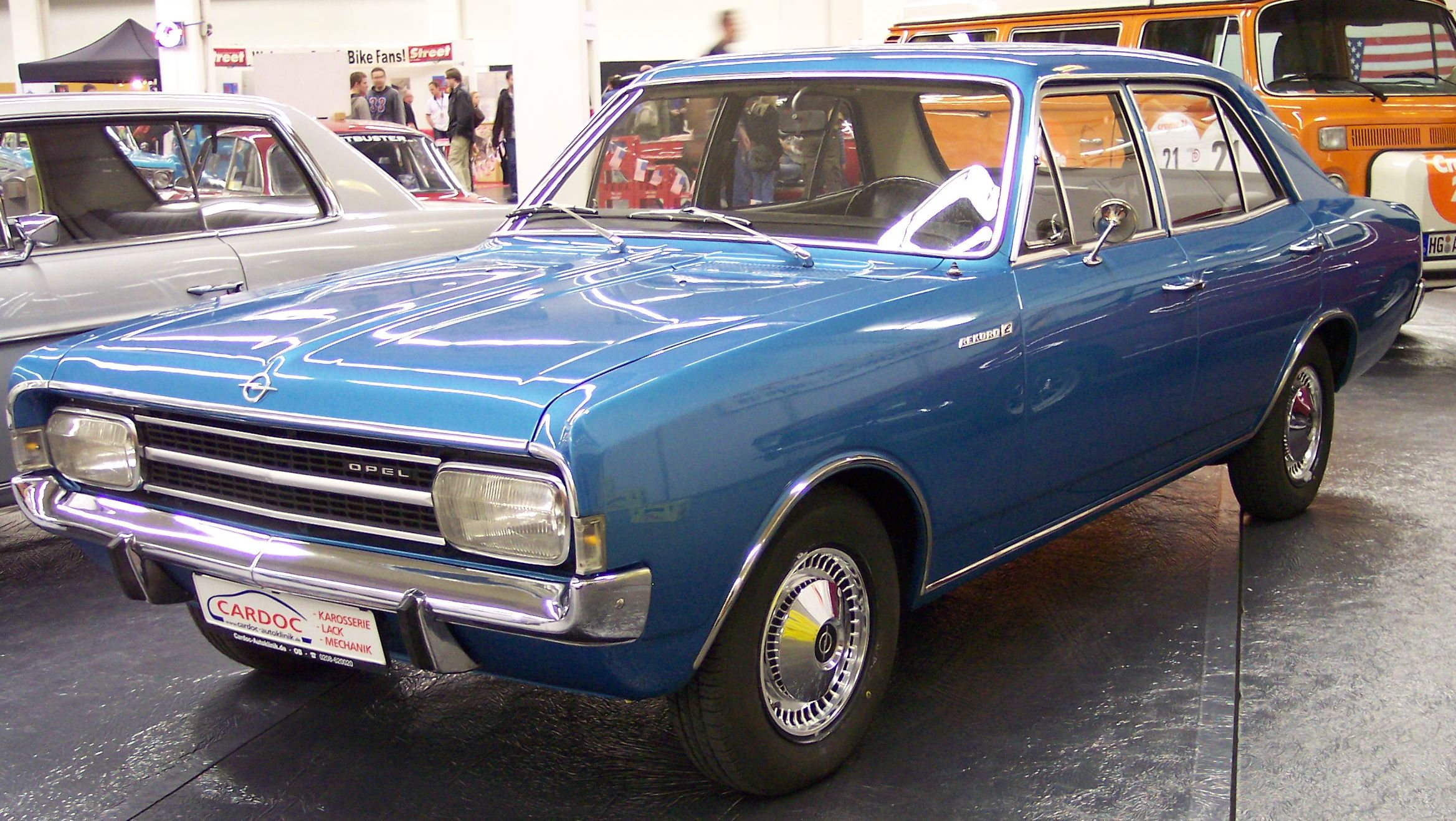
Opel Rekord C,1.7L,於1968

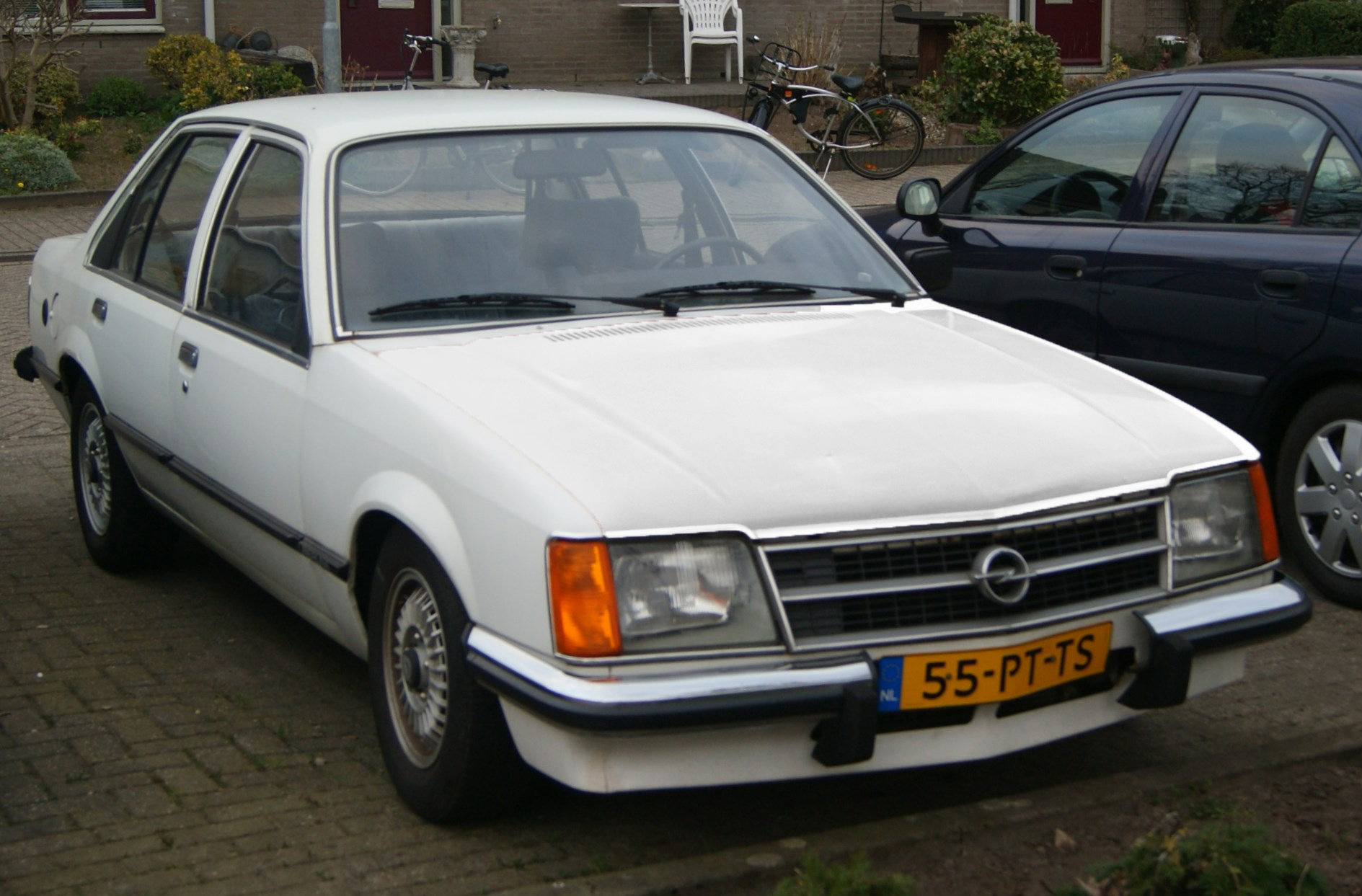
Commodore C vl

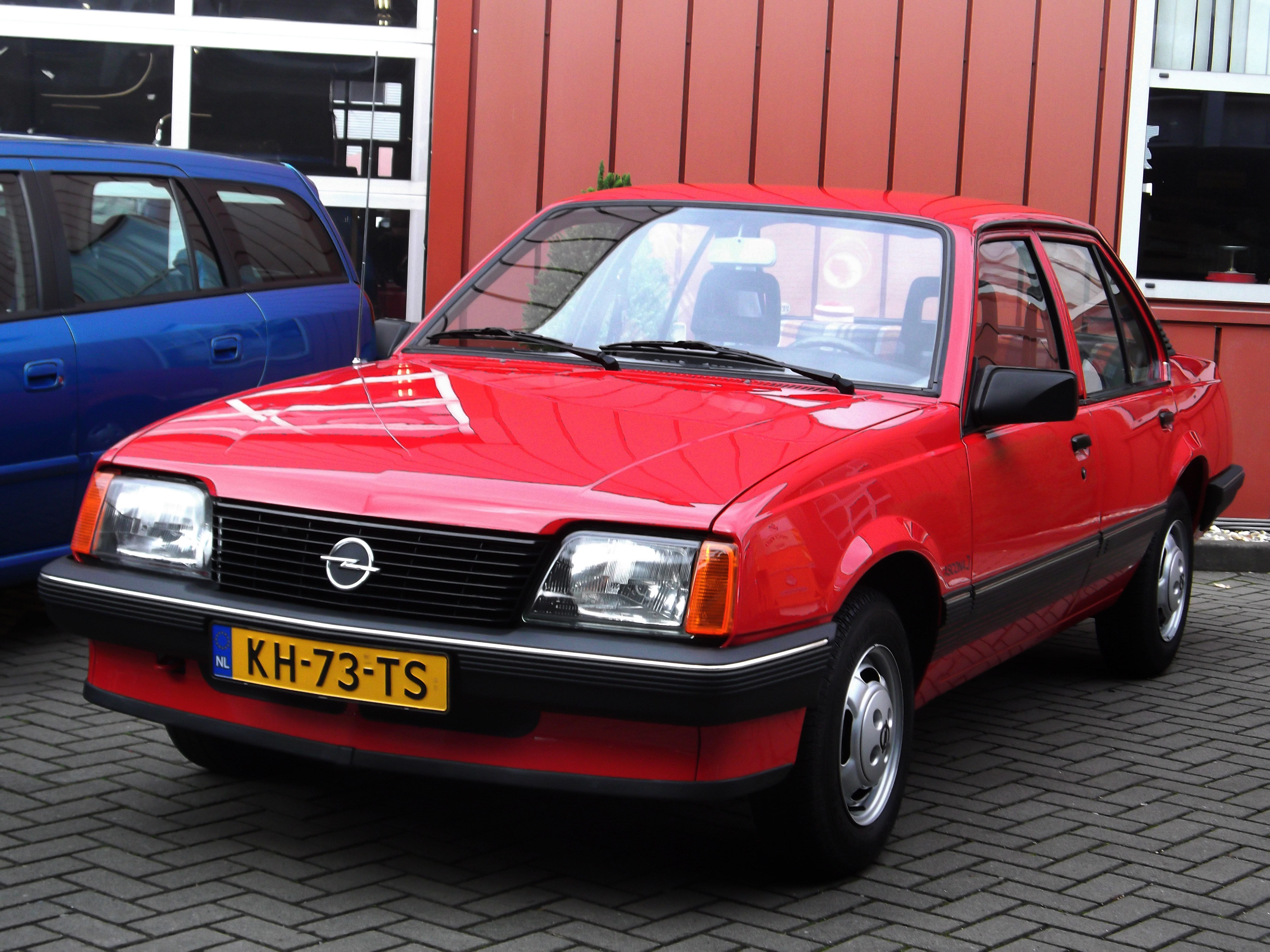
Ascona C 跑車

1965年，歐寶推出Rekord，也就是二戰之前的當家車款Olympia的後繼車種，而Rekord轎車生產到1982年推出的Rekord E型為止，爾後在1985年改名為OMEGA，1987年獲得歐洲年度風雲車的殊榮。OMEGA在1994年進行大改款，成為目前看到的OMEGA B，爾後OMEGA B又在1999年底進行小改款，稱為OMEGA 2000。後來OPEL決定不再生產OMEGA的後續車種，豪華頂級房車款改為Signum與Insignia車系。

### 美國大車

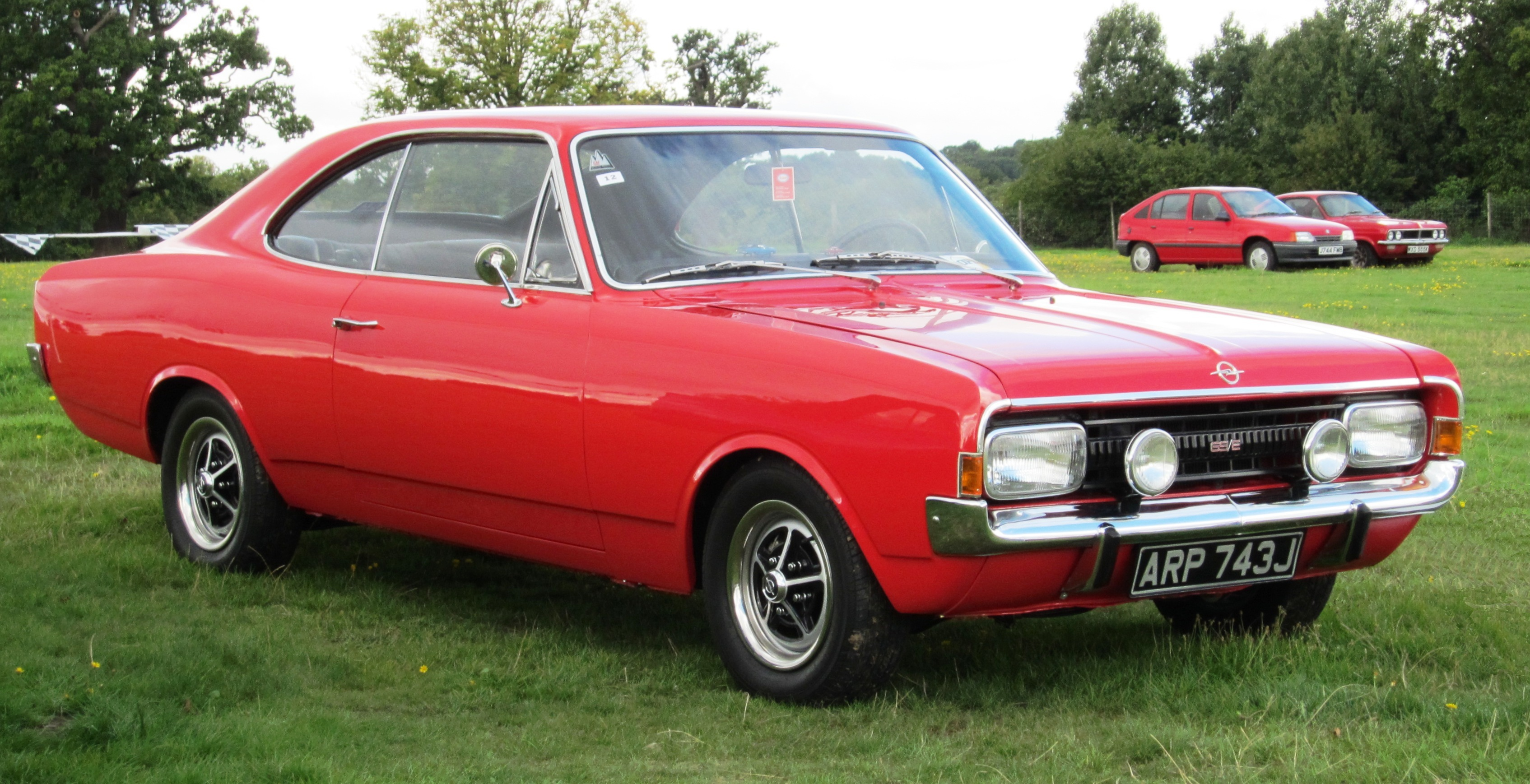
歐寶Commodore

1967年，歐寶推出了美式風格的Commodore轎車，1968年推出具有隱藏頭燈的雙座GT跑車，1969年推出Kapitan、Admiral及Diplomat車種。這些充滿美式風格的轎車無疑是OPEL母公司GM介入的結果。但是這些具有大排氣量與高耗油量引擎的美式車種，在歐洲市場接受度不佳，加以石油危機打擊而一蹶不振。

### 跑車熱潮

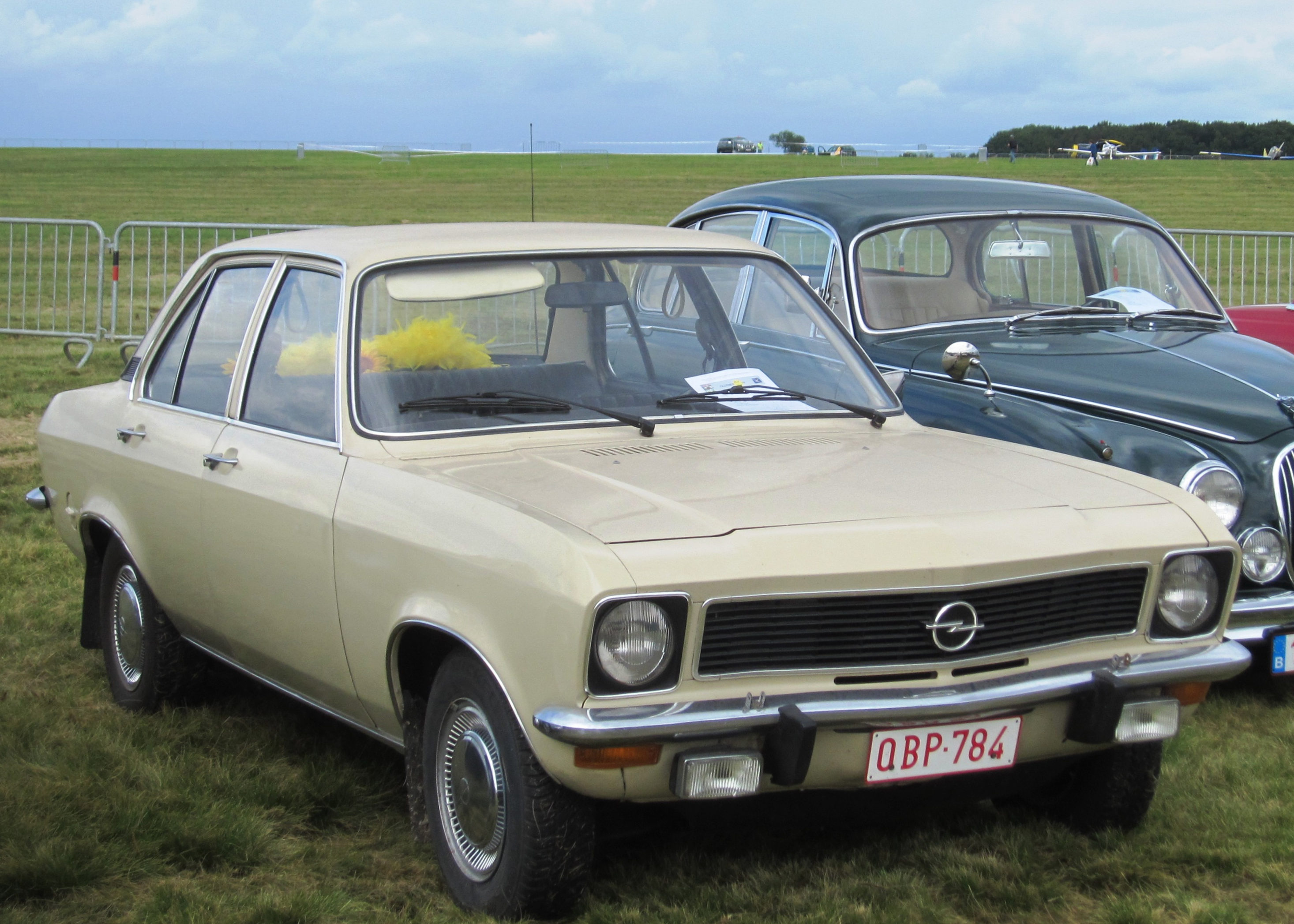
歐寶Ascona

1972年，歐寶在德國的汽車市場佔有率提高到20.4%，同時推出了Ascona轎車，初期Ascona A採用前置引擎後輪驅動。到了1981年的Ascona C，已經改用前置引擎前輪驅動，並參加許多賽車活動獲得冠軍。而Ascona C的這款底盤，也被歐寶應用在Kadett E上，成為暢銷車種。Ascona C在1988年停產後，交棒給後繼車款Vectra A。
1981年，歐寶在製造車輛的技術上有了重大改進。首先改用水溶性噴漆進行車輛塗裝以降低對環境的污染。1982年，OPEL在西班牙的Zaragozaru建立了新的工廠，專門生產新型的小型房車Corsa A。1985年，OPEL開始將觸媒轉換器安裝到所生產的車款上，以期降低汽車廢氣對於環境的污染。1987年，OPEL品牌成立125週年，使用環保水溶性噴漆的車輛出廠數目已經達到三百萬輛。    
1989年，歐寶在法蘭克福車展發表了令人驚艷的雙門跑車Calibra。該車的風阻係數低達0.26，底盤與引擎衍生自Vectra A車款，在1990年正式上市之後立刻造成轟動，並保持最低風阻市售車紀錄達十年之久。初期Calibra採用8汽門引擎時，極速就可以達到203公里。後期採用馬力更大的16汽門引擎時，0-100公里加速只要8.5秒，極速233公里。爾後衍生出2.5L V6款式，與DTM（德國房車賽）3.0L MV6廠車，於1997年停產。

### 21世紀初的休旅車熱潮

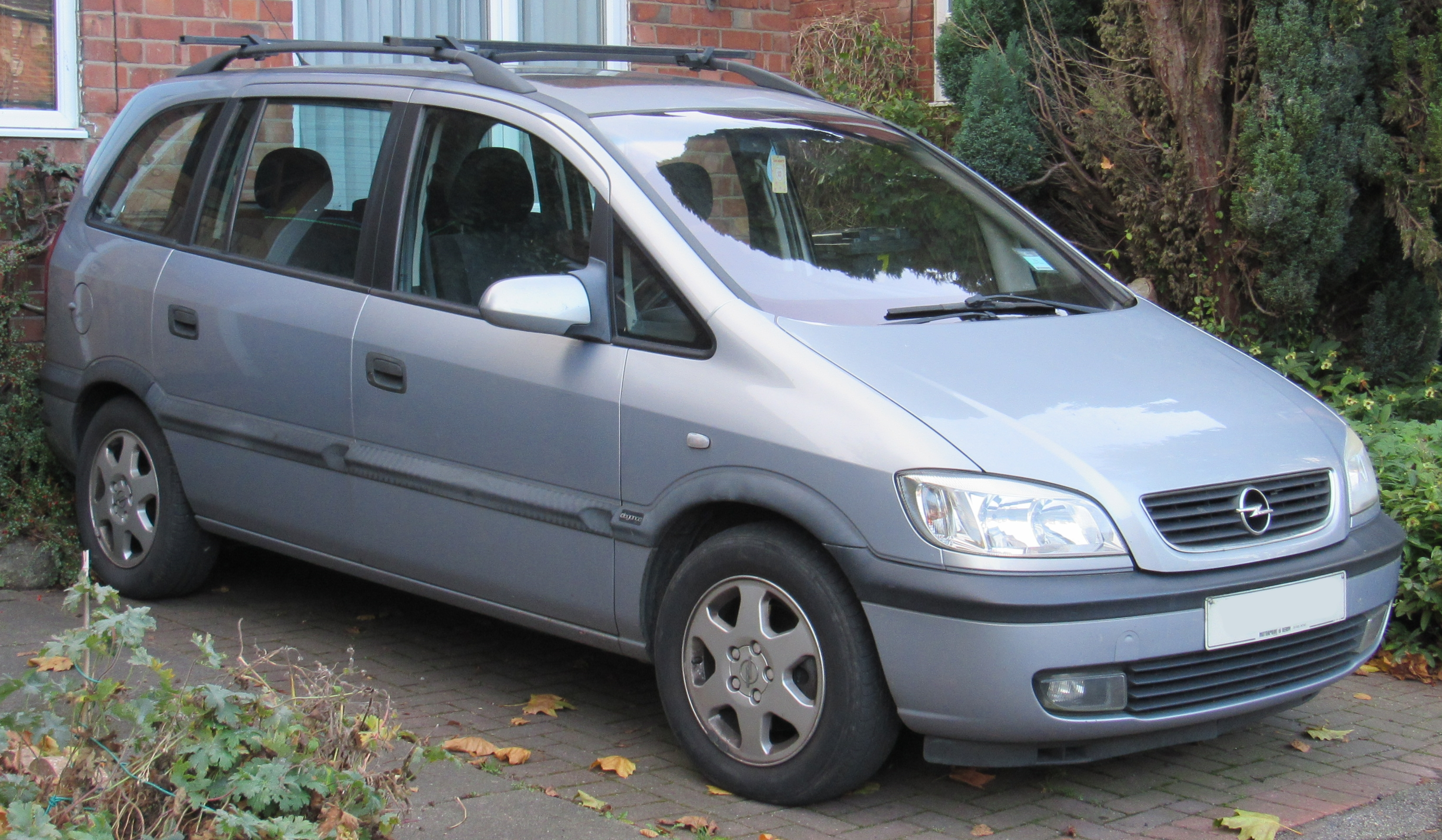
第一代歐寶Zafira

1998年，歐寶在巴黎車展發表了七人座休旅車Zafira，為同類型轎旅車的先驅。該車底盤與引擎衍生自Astra G車款，在1999年上市後反應熱烈。Zafira採用1.6L、1.8L與2.2三種汽油引擎，與2.0L柴油引擎。Zafira最大的特色在於Flex7座椅設計，從七人座移動成兩人座只需15秒，而第三排座椅也可以快速隱藏於車室地板當中，對於日常使用非常具有彈性。在推出三代車型之後，市場同型車競爭激烈加以運動休旅車更受歡迎，該車推出了三代後於2019年停產。

### 現今
2008年因全球金融海嘯，美國通用汽車曾打算出售歐寶55%股權予麥格納。但是在隔年通用不信任新東家，決定自行撤回出售案。
2017年3月7日，法國标致雪铁龙集团同意以13.2億歐元向美國通用汽車收購歐寶(Opel)與英國佛賀汽車和以法國巴黎銀行組成合資公司以9億歐元（9.55億美元）收購通用歐洲的汽車金融業務，作為交易代價的一部分，通用獲得標緻4.2%股本的認購期權，惟在期權發行後5年内不得行使。
在2018財政年度，歐寶營業收入為八億5900萬歐元，為1999年以來首度獲利。

## 車型

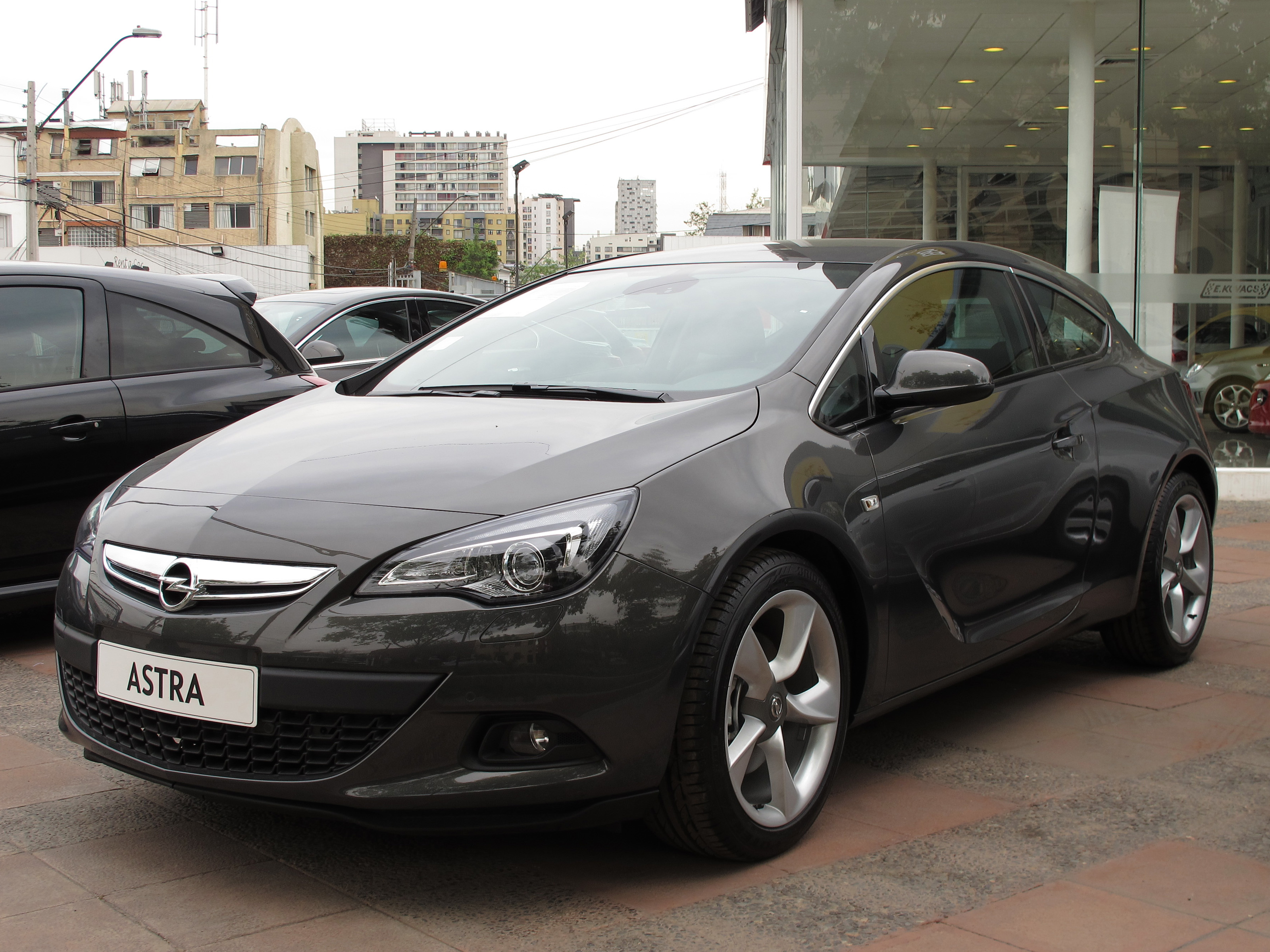
Opel Astra J GTC

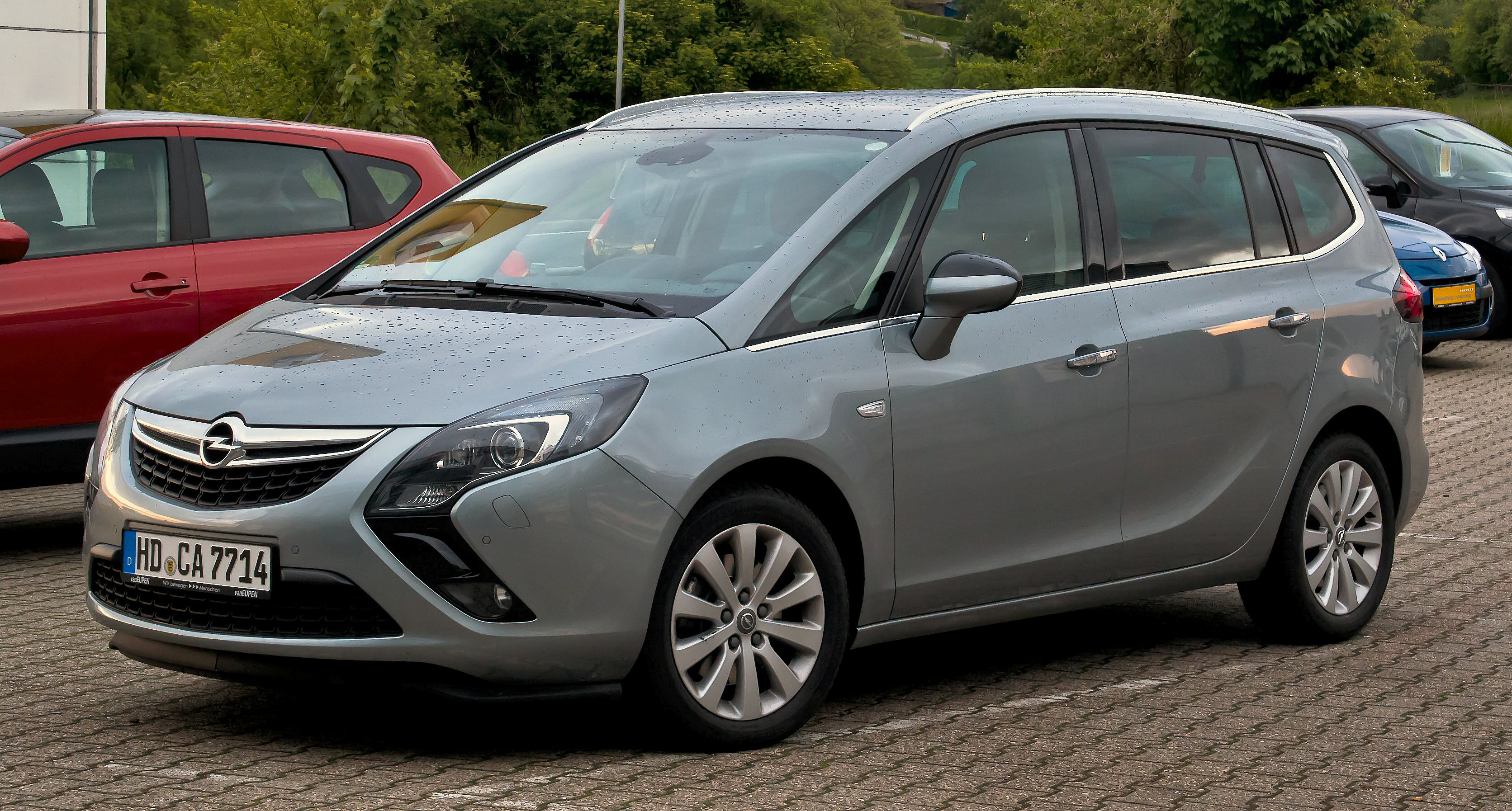
Opel Zafira Tourer

- Opel ADAM
- Opel Agila
- Opel Ampera
- Opel Antara
- Opel Astra
- Opel Cascada
- Opel Combo
- Opel Corsa
- Opel Insignia
- Opel Meriva
- Opel Mokka
- Opel Zafira Tourer
- Opel Vivaro
- Opel Movano
- Opel Vectra B
- Opel Tigra
- Opel GT
- Opel OMEGA

## 歐洲年度風雲車大獎車款
獲獎：
- 1985: Opel Kadett E
- 1987: Opel Omega A
- 2009: Opel Insignia
- 2012: Opel Ampera
- 2016: Opel Astra K

- 1985年 Opel Kadett E
- 1987年 Opel Omega A
- 2009年 Opel Insignia
- 2012年 Opel Ampera
- 2016年 Opel/Vauxhall(雙生車) Astra

### 提名
- 1980: Opel Kadett D
- 1981: Opel Ascona C
- 1989: Opel Vectra A
- 1991: Opel Calibra
- 1992: Opel Astra F
- 1995: Opel Omega B
- 1999: Opel Astra G
- 2000: Opel Zafira A
- 2007: Opel Corsa D
- 2010: Opel Astra J
- 2011: Opel Meriva B

## 台灣歷史

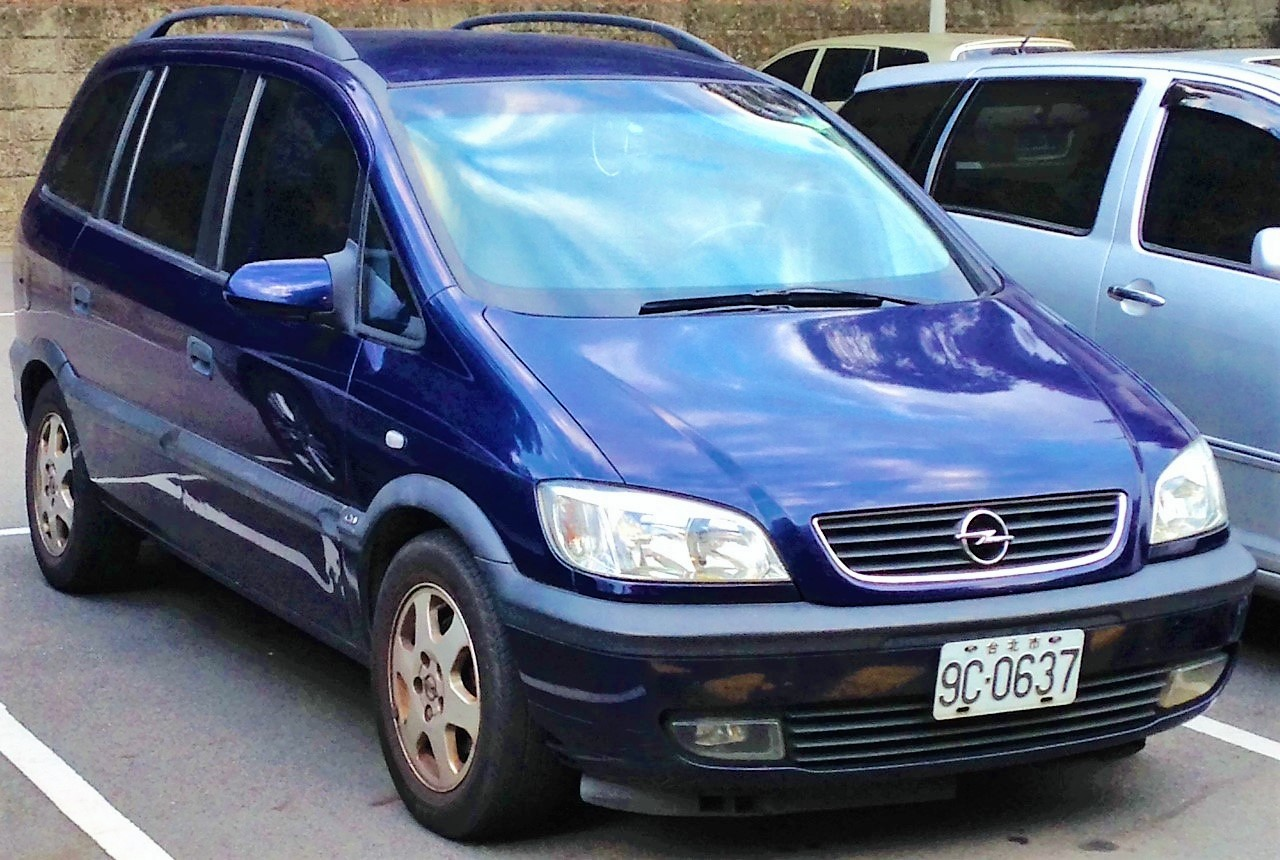
台北市一輛歐寶Zafira

在80年代有新皇汽車(新高汽車)、德產汽車進口歐寶汽車，但兩者削價競爭，引進入門車款並自行加裝電動窗、空調等設備，品質不佳，產品形象與銷量也受影響。
國產汽車取得代理權後使用中文名歐普，進口Kadett E、Vectra A/B、Omega A/B、Corsa B、Tigra A等車型，之後利用國產汽車持有汽車製造廠執照的新莊廠生產Astra F、Vectra B，廣告和銷售與進口業務為台勁汽車管理。後因國產汽車集團多角化經營擴充過速導致集團破產，2005年通用汽車與裕隆汽車成立裕隆通用汽車(股)公司,代理GM與歐寶旗下在台銷售，但最後在2012年結束合作。
2022年6月16號由歐吉汽車正式取得歐寶代理權，時隔十年歐寶汽車再次重返台灣市場將於10月6號在台重新發表。

## 相關連結
- 標緻雪鐵龍集團

## 外部連結
- 欧宝汽車（页面存档备份，存于）
- 欧宝中国（页面存档备份，存于）
- 歐寶中國（页面存档备份，存于）
- 歐寶香港
- 歐寶台灣
- 香港歐寶車迷會（页面存档备份，存于）
- 台灣 Opel Vectra Club（页面存档备份，存于）
- 台灣 Opel Astra Club
- 欧宝VIN解码器（页面存档备份，存于）